# 物体性
物体性（ぶったいせい、ドイツ語: Körperhaft）は、物体であることが際立つ様相である。絵具やその塗膜において、顔料という物質が多く溶剤が少ないときの様相を指す。
物体性のある塗膜は油絵具の特徴であり、物体性のある塗りと透明性の高い薄層との両立は他の技術では実現できない 。この場合、物体性のある塗りは厚ければ厚い程良いということにはならないし、過剰に厚くすると媒材が滲み出てそのまま固化し塗膜の美観を損なう場合があるが、透明性の高い層は塗厚の変化に伴い色合いが大きく変化し、また塗りを薄くすることで技巧を凝らした跡が目立ち難くなる場合があるため、相対的により強調される場合がある。透明性の高い薄層（グレーズ）は古典的な油彩画において特徴的な技法とも言われるが、現在観察される古画の外観の平面性は、絵画修復の際に用いるストレッチャーよって張力を加えたことの影響を受けたものであり、本来は筆触などのテクスチャーが現在よりも明確に識別できたとするのが妥当である。
Körperhaftの語は、一般には「形を具えた、有形の」という意味の形容詞である。